# Аеропракт A-22
Аеропракт А-22 (Aeroprakt A-22, англ. Foxbat) — надлегкий двомісний літак українського виробництва, який було сконструйовано Юрієм Яковлевим. Випускається компанією Аеропракт.

## Конструкція
Конструкція А-22 цільнометалева (окрім капоту двигуна, зализів крила та обтікачів коліс, виготовлених із пластику), із тканинною обшивкою крила та рулів (у модифікаціях A-22L2 та A-22LS крило виготовлене з металевою верхньою обшивкою).  За конструкцією — одномоторний поршневий високоплан із тягнучим гвинтом.
У США відомий під назвою Valor, у Великій Британії та Австралії — Foxbat. Також просувався на ринку під назвою Vision. Згідно з даними компанії-виробника спершу був відомий як Шарик.
У варіанті А-22L та модифікаціях (A-22L2 та A-22LS) зменшено розмах крила та вертикального стабілізатора, а також встановлено двигун Rotax 912 ULS потужністю 100 к.с. (проти 80 к.с. у А-22).
Окрім колісного шасі для приземлення на тверду поверхню, на літак можуть бути встановлені лижі для приземлення на засніжену поверхню та поплавки для приводнення на водоймах.

## Льотні параметри
| Характеристика                                | А-22                   | A-22L                    | A-22L2                   | A-22LS                      |
| --------------------------------------------- | ---------------------- | ------------------------ | ------------------------ | --------------------------- |
| Двигун                                        | Rotax 912 UL (80 к.с.) | Rotax 912 ULS (100 к.с.) | Rotax 912 ULS (100 к.с.) | Rotax 912 ULS (100 к.с.)    |
| Максимальна швидкість, Vne                    | 170 км/год             | 210 км/год               | 210 км/год               | 220 км/год                  |
| Швидкість звалювання (з закрилками)           | 55 км/год              | 63 км/год                | 60 км/год                | 70 км/год                   |
| Макс. дальність (90 л палива, штиль)          | 1100 км                | 1100 км                  | 1100 км                  | 1100 км                     |
| Макс. тривалість польоту (90 л палива, штиль) | 12 год                 | 11 год                   | 10 год                   | 10 год                      |
| Довжина розбігу/пробігу (штиль)               | 90 м                   | 90 м                     | 105/135 м                | 120/100 м                   |
| Розмах                                        | 10 м                   | 9,55 м                   | 9,55 м                   | 9,55 м                      |
| Довжина                                       | 6,23 м                 | 6,23 м                   | 6,23 м                   | 6,23 м                      |
| Висота                                        | 2,4 м                  | 2,4 м                    | 2,4 м                    | 2,4 м                       |
| Площа крила                                   | 13,7 м2                | 12,62 м2                 | 12,62 м2                 | 12,62 м2                    |
| Максимальна злітна вага                       | 450 кг                 | 472,5 кг                 | 472,5 кг                 | 600 / 650 кг (на поплавках) |
| Вага пустого                                  | 260 кг                 | 260 кг                   | 280 кг                   | 290 кг                      |
| Допустимі перевантаження                      | +4 / −2                | +4 / −2                  | +4 / −2                  | +4 / −2                     |

## Аварії
Згідно з даними ASN Accident Database, на 7 липня 2017 року зафіксовано 23 авіакатастроф. Дані можуть бути неповними.
| Дата            | Бортовий номер | Місце катастрофи                          | Жертви | Короткий опис |
| --------------- | -------------- | ----------------------------------------- | ------ | --- |
| 27 жовтня 2007  | LY-LTL         | Paluknys                                  | 0/2    | Відмова двигуна при злеті, була здійснена аварійна посадка поряд з ангаром. При спробі посадки літак зачепив автомобіль та ще один літак на посадці, після чого розбився об стіну ангара. Пілот та пасажир не постраждали. |
| 27 вересня 2008 | SP-SDIA        | озеро Dworackie біля Olecko               | 2/2    | Пролітаючи низько над озером почав набирати висоту, на висоті близько 30-40 метрів різко нахилився і упав у воду під кутом близько 45°. Літак із тілом пілота та пасажира було знайдено на глибині 6 метрів. Ймовірними причинами аварії було названо виконання різкого маневру по збільшенню висоти, що привело до зменшення швидкості нижче швидкості звалювання та виконання польоту нижче мінімальної безпечної висоти |
| 23 серпня 2009  | EC-FH7         | Іспанія                                   | 2/2    | |
| 19 березня 2010 | A6-XAP         | ОАЕ                                       | 0/2    | |
| 06 квітня 2010  | Грузія         | Тбілісі                                   | 2/ 2   | |
| 01 травня 2010  | G-CWTD         | Popham Airfield, Гемпшир                  | 0/2    | Перед посадкою літака G-CWTD на злітно-посадкову смугу сів автожир, пілот відволік свою увагу на нього і, не контролюючи швидкості, допустив звалювання на крило. Після аварії пілот вимкнув двигун та перекрив подачу палива. І пілот, і пасажир самостійно покинули літак |
| 01 липня 2010   | ZU-ESB         | Pietermaritzburg, KZN — South Africa      | 2/2    | |
| 15 червня 2012  | 31-RD          | Artigat Ariège near Pamiers               | 2/2    | |
| 01 січня 2013   | ZU-EFH         | Phalaborwa, Limpopo — South Africa        | 2/2    | |
| 24 лютого 2013  | 5Y-LWF         | Біля озера Mickleson, Кенія               | 2/2    | |
| 03 червня 2014  | RA-0080A       | Волочаєвка-2, Єврейська автономна область | 2/2    | [ 16 ] |

## Військове використання
Станом на квітень 2024 року українські військові переобладнали A-22 у дрон-камікадзе.
Щонайменше один з літаків використовувався для полювання на дрони, атакуючи малі безпілотники з фіксованим крилом, а на борту перебував пасажир, озброєний штурмовою гвинтівкою «Малюк».
6 листопада 2024 року безпілотник на базі A-22, за повідомленнями, вразив і пошкодив три кораблі Каспійської флотилії на військово-морській базі в Каспійську, що знаходиться за 1 100 кілометрів від лінії фронту в Україні.
У ніч на 30 січня 2025 року у Брянській області 14-й полк безпілотних авіаційних комплексів провів бомбардування нафтоперекачувальної станції «Новозибков» трубопроводу «Дружба». Літак ніс на борту одну 250-кілограмову авіабомбу ФАБ-250 М-54 та два менших снаряди, візуально схожих на артилерійські міни. Ймовірно, для атаки використовували БПЛА на базі надлегких літаків A-22 або Aeros Sky Ranger.

## Цікаві факти
- Агентство польотів «В небо» створило розважальний симулятор польоту у вигляді кабіни літака A-22[23].